# Petro Hułak-Artemowski
Petro Petrowycz Hułak-Artemowski herbu Łuk ukr. Петро Петрович Гулак-Артемовський, (ur. 16 stycznia?/27 stycznia 1790 w Horodyszczu, zm. 1 października?/13 października 1865 w Charkowie) – ukraiński poeta i uczony. Rektor uniwersytetu w Charkowie. Wujek Semena Hułak-Artemowskiego

## Życiorys
Urodził się w rodzinie duchownego prawosławnego Petra Hułak-Artemowskiego herbu Łuk. Od 1825 profesor, a od 1841 rektor uniwersytetu w Charkowie. Autor parodii lit. i parafraz, pierwszych w literaturze ukraińskiej ballad romantycznych. Tłumacz i popularyzator literatury polskiej.